# Parafia wojskowa św. Królowej Jadwigi w Morągu
Parafia Wojskowa pw. Świętej Królowej Jadwigi w Morągu przynależy do Dekanatu Wojsk Lądowych Ordynariatu Polowego Wojska Polskiego (do 27-06-2011 roku parafia należała do Warmińsko-Mazurskiego Dekanatu Wojskowego)
. Kapelanem Garnizonu jest ks. ppor. Dariusz Kamiński. Erygowana 17 października 1997. Mieści się przy Alejach Wojska Polskiego.